# Marco Melandri
Marco Melandri (surnommé « Macio »), né le 7 août 1982 à Ravenne, est un pilote de vitesse moto italien en catégorie MotoGP. Il a été champion du monde en 250 cm3 en 2002 avec Aprilia.

## Biographie

### Les débuts
Marco Melandri a fait ses débuts dans le monde de la moto dès son plus jeune âge à 6 ans, entraîné par Loris Reggiani (ancien pilote de moto vitesse). Il est passé par le minibike, le motocross et par le championnat d'Italie 125 cm3.
En 1997, il est devenu champion d'Italie en 125 cm3 et la même année, alors qu'il est arrivé en cours de saison, Marco termine 4e du championnat d'Europe 125 cm3. Il débute aussi en championnat du monde 125 cm3 au Grand Prix de République tchèque.
En 1998, il dispute sa première saison complète en championnat du monde 125 cm3 avec Honda et impressionne pour son jeune âge (16 ans). Il décroche son premier podium dès sa 4e course où il termine 2e chez lui au Mugello et remporte sa première course au TT Assen, Pays-Bas. Il devient ainsi le plus jeune vainqueur d'un Grand Prix à 15 ans et 324 jours (ce record a depuis été battu par le britannique Scott Redding en 2008 au Grand Prix de Grande-Bretagne). Pour sa première saison en Grand Prix, il termine 3e du championnat et meilleur rookie de l'année. Il peut prétendre au titre de champion du monde l'année suivante.
La saison 1999 commence mal pour Marco Melandri car il se blesse au début mais revient vite et décroche 5 victoires. Au dernier Grand Prix, il peut encore prétendre au titre de champion du monde s'il remporte la course et si son rival Emilio Alzamora au mieux finit 3e. Au dernier Grand Prix, Marco Melandri est seul devant mais son rival Emilio Alzamora est 2e seul aussi. C'est alors que vient une manœuvre bizarre de Melandri : il ralentit d'un seul coup, Emilio Alzamora revient sur Marco mais ce dernier fait des écarts impressionnants sur l'espagnol. Beaucoup pensaient que c'était volontaire de la part de Marco pour faire tomber Emilio Alzamora à l'image de Loris Capirossi avec Tetsuya Harada en 1998 lors du championnat du monde 250 cm3. Finalement, c'est Emilio Alzamora qui devient champion du monde en 125 cm3 sans gagner une course de l'année et avec 1 point d'avance sur Marco Melandri.
Pour la saison 2000, Marco Melandri passe en 250 cm3 chez Aprilia pour pallier le départ de Valentino Rossi qui passe dans la catégorie reine.

### Les années en250cm3et le titre de champion du monde
Marco Melandri débute en 250 cm3 en 2000. L'apprentissage est dur pour Marco à cause de nombreuses chutes. Mais le milieu de saison et la fin de saison sont intéressants puisque Marco se bat avec les meilleurs de la catégorie comme Olivier Jacque, Shinya Nakano, Daijiro Kato, Tohru Ukawa ou Ralf Waldmann. Du coup, il décroche ses 4 premiers podiums en 250 cm3 avec quatre 3e place et finit le championnat à une honorable 5e place.
Pour la saison 2001, Marco Melandri peut espérer remporter le titre de champion du monde mais, il bute sur un Daijiro Kato exceptionnel qui survole le championnat. De plus, il est régulièrement dominé par son coéquipier, le japonais Tetsuya Harada. Néanmoins, il obtient sa première victoire en 250 cm3 au Grand Prix d'Allemagne et décroche quatre deuxièmes places et quatre troisièmes places. Sa fin de saison est perturbée à cause d'une blessure mais il termine le championnat à la 3e place derrière le regretté Daijiro Kato et Tetsuya Harada.
Daijiro Kato (décédé au Grand Prix du Japon à Suzuka en avril 2003) et Tetsuya Harada parti dans la catégorie MotoGP, Marco Melandri semble donc avoir la voie ouverte pour la saison 2002. Mais le titre de champion du monde 250 cm3 va être plus dur que prévu à remporter, face à la révélation de l'année, Fonsi Nieto, le neveu du légendaire pilote Ángel Nieto. Malgré ses 9 victoires durant l'année, il doit attendre l'avant-dernier Grand Prix pour être sacré champion du monde. Ceci est dû aux quelques abandons (4 au total). Avec son titre de champion du monde 250 cm3, la voie est grande ouverte pour la MotoGP et il signe chez Yamaha.

### MotoGP (2003-2010)
Marco Melandri intègre la MotoGP en 2003 chez Yamaha mais sa première saison est très difficile puisqu'il se blesse dès le premier Grand Prix de la saison et doit donc déclarer forfait pour les deux suivants. Il revient ensuite mais les résultats ne sont pas là à cause d'une moto peu performante, Yamaha vivait une saison difficile sans la moindre victoire avant l'ère Rossi. Son meilleur résultat est une 5e place à Motegi. Il termine sa première saison en MotoGP à la 15e position. En revanche, sa deuxième saison chez Yamaha est beaucoup plus intéressante puisqu'il décroche ses deux premiers podiums dans la catégorie reine. Il termine la saison à la 12e place mais Marco en a assez des performances de Yamaha et rejoint pour la saison 2005, l'équipe de Fausto Gresini, Movistar Honda avec comme coéquipier, Sete Gibernau. Il effectue enfin une saison remarquable avec plusieurs podiums et surtout, il remporte sa première course en MotoGP devant Valentino Rossi au Grand Prix de Turquie à Istanbul. C'est une belle saison pour Marco puisqu'il est vice-champion du monde MotoGP derrière l'intouchable Valentino Rossi. L'année suivante, Marco Melandri remporte 3 courses à Istanbul encore une fois, aux Mans et à Philipp Island et se classe à la 4e place du classement général.
En 2007, Marco Melandri change de pneumatiques en passant de Michelin à Bridgestone. C'est aussi le changement de cylindrée puisqu'on passe de 990 à 800 cm3. Mais Honda connait une année difficile bien en retrait de la Ducati de Casey Stoner futur champion du monde. Marco Melandri est victime de la baisse de régime d'Honda puisqu'il ne remporte pas de courses et doit se contenter de 3 podiums.
Marco Melandri estime qu'il est laissé à l'abandon par Honda et signe très vite avec l'équipe Ducati Marlboro pour la saison 2008 pour obtenir le titre de champion du monde dans la catégorie MotoGP.
Mais les espoirs de devenir champion du monde vont très vite s'envoler pour Marco dès les essais hivernaux. En effet, Marco ne se sent pas à l'aise sur la Ducati et il n'arrivera jamais à s'adapter à cette moto. Il est très largement dominé par son collègue Casey Stoner puisque lorsque ce dernier est en pole position, lui traîne régulièrement à la dernière place de la grille. Il se fait même dominer par les deux autres pilotes Ducati : Sylvain Guintoli et Toni Elias. Malgré l'aide donné par Max Biaggi et Sete Gibernau pour développer sa machine, ses résultats n'évolueront pas. On a même parlé d'un remplacement en cours de saison par Sete Gibernau. Mais finalement, Marco a effectué toute la saison avec Ducati. Son meilleur résultat fut une cinquième place sous la pluie en Chine et il termine à la 17e place du championnat (avant-dernier) ce qui devient sa plus mauvaise saison en MotoGP.
Pour la saison 2009, Marco Melandri souhaite rebondir et s'engage avec le team Kawasaki. Mais durant l'hiver, la firme japonaise, touchée par la crise financière, décide de se retirer des grands prix. Marco Melandri et John Hopkins, les deux pilotes engagés par le team, se retrouvent sans guidon. 
Dans l'urgence et grâce à l'aide de Carmelo Ezpeleta (patron de la Dorna, qui assure l'organisation de la saison MotoGP), une nouvelle structure est créée : le Team Hayate Racing. Kawasaki maintient donc une moto sur la grille mais n'assure plus le développement de la machine.
Malgré le manque de moyens et les événements hivernaux, Marco et sa nouvelle équipe réalisent un bon début de championnat. Le pilote italien réussit même l'exploit de monter sur le podium, en décrochant une deuxième place au Mans lors du 4e GP de la saison.
En 2010, il rejoint le team Honda Gresini, team avec lequel il a déjà couru dans la catégorie reine. Cette saison s'annonce donc avec de bon présage pour le macho. Il aura pour cette année comme coéquipier un nouveau venu en catégorie reine en la personne de Marco Simoncelli
Pour la première course de l'année au Qatar, de nuit il est dernier sur la grille de départ ainsi que pour la course qu'il finit en 13e position grâce aux abandons d'autres concurrents.
À la fin de cette course Marco déclare : " C'est l'une des pires courses de ma carrière. Il m'était impossible de piloter cette moto. Je crois que cette moto n'est pas faite pour moi..." Un début de saison difficile s'annonce chez le macho.
Au deuxième grand prix de l'année a Jerez de la Frontera, il y a un léger mieux avec une dixième place en qualification et une huitième en course après une belle bagarre avec Simoncelli, Randy De Puniet et Mika Kallio.
Au fil que la saison avance Melandri progresse avec une sixième place en France et une cinquième place en Italie au Mugello après une belle passe d'armes avec Stoner et De Puniet.
Et à partir de ce grand prix et pour le reste de la saison, il n'aura plus que des résultats allant de la treizième a la neuvième place, Marco n'a plus sa motivation au maximum, chaque week-end il se plaint de sa moto et ne reçoit pas les améliorations de la part du HRC.
Énervé du monde des GP et de son équipe, Marco se tourne vers le Superbike pour la saison 2011, qu'il disputera sur une Yamaha R1 officielle au sein du Team World Yamaha Superbike

## Palmarès
- 1999 : Vice-champion du monde 125 cm3
- 2002 : Champion du Monde 250 cm3
- 2005 : Vice-champion du monde MotoGP
- 2011 : Vice-champion du monde Superbike

### Victoires en125cm3: 7
| Année | Lieu du Grand Prix                    | Circuit                       | Ville                |
| ----- | ------------------------------------- | ----------------------------- | -------------------- |
| 1998  | Grand Prix moto des Pays-Bas          | TT Circuit Assen              | Assen                |
| 1998  | Grand Prix moto de République tchèque | Circuit de Masaryk            | Brno                 |
| 1999  | Grand Prix moto d'Allemagne           | Sachsenring                   | Hohenstein-Ernstthal |
| 1999  | Grand Prix moto de République tchèque | Circuit de Masaryk            | Brno                 |
| 1999  | Grand Prix moto d'Imola               | Autodromo Enzo e Dino Ferrari | Imola                |
| 1999  | Grand Prix moto d'Australie           | Circuit de Phillip Island     | Phillip Island       |
| 1999  | Grand Prix moto d'Argentine           | Circuit Oscar Alfredo Galvez  | Buenos Aires         |

### Victoires en250cm3: 10
| Année | Lieu du Grand Prix                           | Circuit                   | Ville                |
| ----- | -------------------------------------------- | ------------------------- | -------------------- |
| 2001  | Grand Prix moto d'Allemagne                  | Sachsenring               | Hohenstein-Ernstthal |
| 2002  | Grand Prix moto d'Afrique du Sud             | Phakisa Freeway           | Welkom               |
| 2002  | Grand Prix moto d'Italie                     | Circuit du Mugello        | Florence             |
| 2002  | Grand Prix moto de Catalogne                 | Circuit de Catalogne      | Barcelone            |
| 2002  | Grand Prix moto des Pays-Bas                 | TT Circuit Assen          | Assen                |
| 2002  | Grand Prix moto de Grande-Bretagne           | Donington Park            | Castle Donington     |
| 2002  | Grand Prix moto d'Allemagne                  | Sachsenring               | Hohenstein-Ernstthal |
| 2002  | Grand Prix moto de République tchèque        | Circuit de Masaryk        | Brno                 |
| 2002  | Grand Prix moto d'Australie                  | Circuit de Phillip Island | Phillip Island       |
| 2002  | Grand Prix moto de la Communauté valencienne | Circuit de Valence        | Valence              |

## Carrière en Grand Prix moto

### Par années
(Mise à jour après le  Grand Prix moto des Pays-Bas 2015)
| Année | Cat.    | Équipe                      | Moto     | GP  | Vict. | Podiums | Poles | Mtour | Pts  | Position |
| ----- | ------- | --------------------------- | -------- | --- | ----- | ------- | ----- | ----- | ---- | -------- |
| 1997  | 125 cm3 |                             | Honda    | 1   | 0     | 0       | 0     | 0     | 0    | NC       |
| 1998  | 125 cm3 | Benetton Honda Team         | Honda    | 14  | 2     | 8       | 3     | 1     | 202  | 3e       |
| 1999  | 125 cm3 | Benetton-Playlife           | Honda    | 14  | 5     | 9       | 3     | 4     | 226  | 2e       |
| 2000  | 250 cm3 | Team MS Aprilia             | Aprilia  | 16  | 0     | 4       | 1     | 0     | 159  | 5e       |
| 2001  | 250 cm3 | Team MS Aprilia             | Aprilia  | 15  | 1     | 9       | 0     | 4     | 194  | 3e       |
| 2002  | 250 cm3 | Team MS Aprilia             | Aprilia  | 16  | 9     | 12      | 2     | 4     | 298  | Champion |
| 2003  | MotoGP  | Yamaha Fortuna              | Yamaha   | 13  | 0     | 0       | 0     | 0     | 154  | 5e       |
| 2004  | MotoGP  | Team Tech 3                 | Yamaha   | 15  | 0     | 2       | 0     | 0     | 75   | 12e      |
| 2005  | MotoGP  | Team Honda Gresini          | Honda    | 17  | 2     | 7       | 0     | 3     | 220  | 2e       |
| 2006  | MotoGP  | Team Honda Gresini          | Honda    | 17  | 3     | 7       | 0     | 0     | 228  | 4e       |
| 2007  | MotoGP  | Team Honda Gresini          | Honda    | 17  | 0     | 3       | 0     | 0     | 187  | 5e       |
| 2008  | MotoGP  | Ducati Corse                | Ducati   | 18  | 0     | 0       | 0     | 0     | 51   | 17e      |
| 2009  | MotoGP  | Hayate Racing               | Kawasaki | 17  | 0     | 1       | 0     | 0     | 108  | 10e      |
| 2010  | MotoGP  | San Carlo Honda Gresini     | Honda    | 17  | 0     | 0       | 0     | 0     | 103  | 10e      |
| 2015  | MotoGP  | Aprilia Racing Team Gresini | Aprilia  | 8   | 0     | 0       | 0     | 0     | 0    | NC       |
| Total |         |                             |          | 215 | 22    | 62      | 9     | 16    | 2096 |          |

### Par catégorie
(Mise à jour après le  Grand Prix moto des Pays-Bas 2015)
| Cat.    | Année          | 1er GP   | 1er Podium | 1re Victoire | Courses | Victoires | Podiums | Pole | M.tours¹ | Points | Titres |
| ------- | -------------- | -------- | ---------- | ------------ | ------- | --------- | ------- | ---- | -------- | ------ | ------ |
| 125 cm3 | 1997-1999      | CZE 1997 | ITA 1998   | NED 1998     | 29      | 7         | 17      | 6    | 5        | 428    | 0      |
| 250 cm3 | 2000-2002      | RSA 2000 | POR 2000   | GER 2001     | 47      | 10        | 25      | 3    | 8        | 651    | 1      |
| MotoGP  | 2003-2010;2015 | JPN 2003 | CAT 2004   | TUR 2005     | 139     | 5         | 20      | 0    | 3        | 1017   | 0      |
| Total   | 1997-2010;2015 |          |            |              | 215     | 22        | 61      | 9    | 16       | 2096   | 1      |

¹ Meilleurs tours en course

### Résultats détaillés
(Les courses en gras indiquent une pole position; les courses en italiques indiquent un meilleur tour en course)
| Année | Cat.    | Moto     | 1       | 2       | 3       | 4      | 5       | 6       | 7       | 8       | 9       | 10      | 11      | 12      | 13      | 14      | 15      | 16      | 17     | 18     | Classement | Points |
| ----- | ------- | -------- | ------- | ------- | ------- | ------ | ------- | ------- | ------- | ------- | ------- | ------- | ------- | ------- | ------- | ------- | ------- | ------- | ------ | ------ | ---------- | ------ |
| 1997  | 125 cm3 | Honda    | MAL     | JPN     | SPA     | ITA    | AUT     | FRA     | NED     | IMO     | GER     | RIO     | GBR     | CZE 17  | CAT     | INA     | AUS     |         |        |        | NC         | 0      |
| 1998  | 125 cm3 | Honda    | JPN 10  | MAL Ab. | SPA 10  | ITA 2  | FRA 2   | MAD 2   | NED 1   | GBR 4   | GER 13  | CZE 1   | IMO 2   | CAT 8   | AUS 3   | ARG 2   |         |         |        |        | 3e         | 202    |
| 1999  | 125 cm3 | Honda    | MAL     | JPN     | SPA Ab. | FRA 6  | ITA 2   | CAT 3   | NED 8   | GBR 5   | GER 1   | CZE 1   | IMO 1   | VAL Ab. | AUS 1   | RSA 3   | RIO 2   | ARG 1   |        |        | 2e         | 226    |
| 2000  | 250 cm3 | Aprilia  | RSA 13  | MAL 5   | JPN 5   | SPA 6  | FRA 4   | ITA 4   | CAT 6   | NED Ab. | GBR Ab. | GER Ab. | CZE 4   | POR 3   | VAL 3   | RIO 3   | PAC 3   | AUS 5   |        |        | 5e         | 159    |
| 2001  | 250 cm3 | Aprilia  | JPN 6   | RSA 2   | SPA 3   | FRA 3  | ITA 3   | CAT Ab. | NED 6   | GBR 3   | GER 1   | CZE 2   | POR 2   | VAL Ab. | PAC Ab. | AUS     | MAL 11  | RIO 2   |        |        | 3e         | 194    |
| 2002  | 250 cm3 | Aprilia  | JPN Ab. | RSA 1   | SPA Ab. | FRA 2  | ITA 1   | CAT 1   | NED 1   | GBR 1   | GER 1   | CZE 1   | POR 2   | RIO 4   | PAC 2   | MAL Ab. | AUS 1   | VAL 1   |        |        | 1re        | 298    |
| 2003  | MotoGP  | Yamaha   | JPN WD  | RSA     | SPA 17  | FRA 15 | ITA 11  | CAT 13  | NED Ab. | GBR Ab. | GER Ab. | CZE 10  | POR 7   | RIO 11  | PAC 5   | MAL 11  | AUS Ab. | VAL     |        |        | 15e        | 45     |
| 2004  | MotoGP  | Yamaha   | RSA 11  | SPA Ab. | FRA 6   | ITA 9  | CAT 3   | NED 3   | RIO 13  | GER Ab. | GBR     | CZE 9   | POR Ab. | JPN 5   | QAT Ab. | MAL Ab. | AUS Ab. | VAL Ab. |        |        | 12e        | 75     |
| 2005  | MotoGP  | Honda    | SPA 3   | POR 4   | CHN 3   | FRA 4  | ITA 4   | CAT 3   | NED 2   | USA Ab. | GBR Ab. | GER 7   | CZE 6   | JPN Ab. | MAL 5   | QAT 2   | AUS 4   | TUR 1   | VAL 1  |        | 2e         | 220    |
| 2006  | MotoGP  | Honda    | SPA 5   | QAT 7   | TUR 1   | CHN 7  | FRA 1   | ITA 6   | CAT Ab. | NED 7   | GBR 3   | GER 2   | USA 3   | CZE 5   | MAL 9   | AUS 1   | JPN 3   | POR 8   | VAL 5  |        | 4e         | 228    |
| 2007  | MotoGP  | Honda    | QAT 5   | SPA 8   | CHN 5   | TUR 5  | FRA 2   | ITA 9   | CAT 9   | GBR 10  | NED 10  | GER 6   | USA 3   | CZE     | RSM 4   | POR 5   | JPN 5   | AUS 10  | MAL 2  | VAL 4  | 5e         | 187    |
| 2008  | MotoGP  | Ducati   | QAT 11  | SPA 12  | POR 13  | CHN 5  | FRA 15  | ITA Ab. | CAT 11  | GBR 16  | NED 13  | GER Ab. | USA 16  | CZE 7   | RSM 9   | IND 19  | JPN 13  | AUS 16  | MAL 16 | VAL 16 | 17e        | 51     |
| 2009  | MotoGP  | Kawasaki | QAT 14  | JPN 6   | SPA 5   | FRA 2  | ITA 11  | CAT 14  | NED 12  | USA 10  | GER 7   | GBR 7   | CZE Ab. | IND Ab. | SMR 8   | POR 12  | AUS 7   | MAL 8   | VAL 17 |        | 10e        | 108    |
| 2010  | MotoGP  | Honda    | QAT 13  | SPA 8   | FRA 6   | ITA 5  | GBR Ab. | NED DNS | CAT 9   | GER 10  | USA 8   | CZE 8   | IND Ab. | RSM 10  | ARA 9   | JPN 11  | MAL 9   | AUS 9   | POR 9  | VAL 13 | 10e        | 103    |
| 2015  | MotoGP  | Aprilia  | QAT 21  | AME Ab. | ARG 20  | ESP 19 | FRA 18  | ITA 18  | CAT Ab. | NED 19  | GER     |         |         |         |         |         |         |         |        |        | NC         | 0      |

## Carrière en Superbike

### Par années
| Année | Cat.      | Équipe                      | Moto    | GP  | Vict. | Podiums | Poles | Mtour | Pts    | Position |
| ----- | --------- | --------------------------- | ------- | --- | ----- | ------- | ----- | ----- | ------ | -------- |
| 2011  | Superbike | Yamaha World Superbike Team | Yamaha  | 26  | 4     | 15      | 1     | 3     | 395    | 2e       |
| 2012  | Superbike | BMW Motorrad Motorsport     | BMW     | 25  | 6     | 11      | 0     | 4     | 328,5  | 3e       |
| 2013  | Superbike | BMW Motorrad Motorsport     | BMW     | 26  | 3     | 12      | 0     | 2     | 359    | 4e       |
| 2014  | Superbike | Aprilia Racing Team         | Aprilia | 24  | 6     | 11      | 0     | 3     | 333    | 4e       |
| Total |           |                             |         | 100 | 19    | 49      | 1     | 12    | 1415,5 |          |